# ۲۶۸ (میلادی)
۲۶۸ (میلادی) دویست و شصت و هشتمین سال تقویم میلادی است.

## رویدادها
- گالینوس با همراهی اورلیان طی نبرد نایسوس موفق به شکست گوت‌ها می‌شود.
- گالینوس به دست سربازانش در زمان محاصرهٔ مدیولانوم (میلان امروزی) کشته می‌شود.
- کلودیوس دوم امپراتور روم می‌شود.

## درگذشتگان
- ۲۶ دسامبر - دیونیسیوس، پاپ کلیسای کاتولیک روم
- گالینوس، امپراتور روم

‎